# Nintendo DS Lite
Nintendo DS Lite (яп. ニンテンドーDS Lite Нинтэндо: Ди: Эсу Райто, часто сокращается до DSLite) — портативная игровая консоль с двумя экранами, разработана и производится компанией Nintendo. Это более лёгкая, тонкая, улучшенная версия Nintendo DS с более «гладким» дизайном (элементы которого заимствованы у Game Boy Advance SP), предназначенная для более широкой аудитории.
На 31 марта 2011 года, мировой объём продаж Nintendo DS Lite составил 93,06 млн экземпляров.

## Отличия DSLite от DS
- Вес: 218 г (на 21 % легче)
- Размеры: 133 × 73,9 × 21,5 мм (против 148,7 × 84,7 × 28,9 мм — на 42 % меньший объём)
- Заряда батареи хватает на большее время. Полной трёхчасовой зарядки хватает на 15-19 часов работы с низкой яркостью экрана либо на 5-9 часов с высокой яркостью. DS поставлялась с батареей на 850 мАч, в DSLite батарея уже на 1000 мАч.
- Более яркие и долговечные ЖК-экраны, с четырьмя уровнями яркости.
- Больший стилус, который удобнее держать в руке. Стилус теперь достаётся более удобным образом, с правой стороны устройства.
- D-pad уменьшен до 18,6 мм (на 16 %), хотя управляющие кнопки A, B, X, Y сохранили свои размеры. Дизайн D-pad такой же как у Wii Remote и Game Boy micro.
- Микропроцессоры те же что и у DS, но сделаны по более тонкой технологии и поэтому потребляют меньше энергии.

## Аксессуары
Хотя вторичный порт Nintendo DS поддерживает картриджи Game Boy Advance (но не картриджи Game Boy и Game Boy Color), Nintendo обращала внимание на то, что цель его включения в устройство была в возможности выпуска широкого набора дополнительных аксессуаров.
Некоторые из известных аксессуаров:
- Rumble Pack — первое официальное расширение, в форме картриджа Game Boy Advance — создаёт эффект вибрации в ответ на действия в игре, такие как падение с высоты или потеря жизни.
- Nintendo DS Headset — официальное расширение, гарнитура.
- Nintendo DS Browser — 15 февраля 2006 года Nintendo анонсировала появление версии браузера Opera для платформы DS.
- Nintendo Wi-Fi USB Connector — небольшое USB устройство, работающее как точка доступа, позволяющая подключать до пяти DS к сервису Nintendo Wi-Fi Connection через интернет-соединение компьютера. Работа устройства возможна только с Windows XP и Windows Vista.
- Taito DS Paddle — расширение, имитирующее контроллер классической системы Pong. Официально используется в играх Space Invaders Extreme и Arkanoid DS(продаётся только в комплекте с этой игрой). Существует homebrew софт, позволяющий использовать Taito DS Paddle в игре Mario Kart DS
- Guitar Hero grip — устройство, которое вставлялось в отсек для GBA картриджа и использовалось при игре.

## Галерея
- Закрытый DSLite.
- Полностью раскрытый DSLite.
- Стилус DSLite.